# Saint-Georges-de-Noisné
Saint-Georges-de-Noisné é uma comuna francesa na região administrativa da Nova Aquitânia, no departamento de Deux-Sèvres. Estende-se por uma área de 24,64 km², com 657 habitantes, segundo os censos de 1999, com uma densidade de 26 hab/km².